# باشگاه فوتبال وست دیدسبوری و چارلتون
باشگاه فوتبال وست دیدسبوری و چارلتون (به انگلیسی: West Didsbury & Chorlton Association Football Club) یک باشگاه فوتبال در شهر چارلتون کام هاردی، کشور انگلستان است که در سال ۱۹۰۸ میلادی تأسیس شده‌است.